# Phillip Island (Norfolk Island)
Phillip Island è un'isola disabitata situata 6 km a sud dell'isola Norfolk, al cui territorio appartiene, in Australia. Fa parte del parco nazionale delle isole Norfolk (Norfolk Island National Park).

## Geografia
Phillip Island è un'isola di origine vulcanica, composta di tufo basaltico e lava risalenti al Miocene.
L'isola ha una superficie di 1,9 km², misura 2,1 km da ovest ad est e 1,95 km da nord a sud; il punto più elevato, il Jacky Jacky, è alto 280 metri. A nord di Phillip Island, tra quest'ultima e Norfolk Island, si trova la piccola Nepean Island.

### Fauna
L'isola è un importante luogo di riproduzione di 13 specie di uccelli marini, tra cui: il petrello di Kermadec, il petrello alinere, la berta del Pacifico, la berta piedicarnicini, la berta minore fosca, il fetonte codarossa, la sula mascherata, la sterna fuligginosa e la sterna stolida nera.

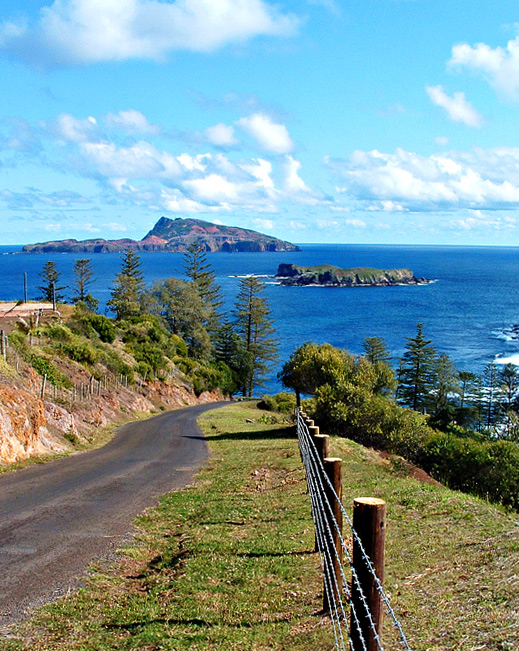
Phillip Island e la piccola Nepean Island viste da Norfolk.

## Toponimo
L'isola fu chiamata così da Philip Gidley King in onore di Arthur Phillip, primo governatore del Nuovo Galles del Sud.